# Pavel Kelemen
Pavel Kelemen (nascido em 28 de maio de 1991) é um ciclista tcheco. Nos Jogos Olímpicos de 2012, em Londres, ele competiu na prova de velocidade.
Resultados
| Jogos              | Idade | Cidade  | Esporte  | Evento               | Equipe           | NOC | Posição | Medalha |
| Olimpíadas de 2012 | 21    | Londres | Ciclismo | Velocidade masculino | República Tcheca | CZE | 10      |         |